# Javad Nurbakhsh
Javad Nurbakhsh (né le 10 décembre 1926 à Kerman en Iran - mort le 10 octobre 2008 à Oxford en Angleterre) maître de la confrérie soufie nématollahi. Son fils, Dr. Ali Reza Nurbakhsh, lui succéda. Ce dernier, docteur en philosophie de l’université du Wisconsin, exerça le métier d’avocat à Londres. Son surnom Soufi est Reza ‘Ali Shah.